# Jezici Brazila
Portugalski je službeni jezik Brazila, te njime govori više od 99% stanovništva. Manjinski jezici su lokalni domorodački jezici te jezici novijih europskih i azijskih imigranata. U Brazilu je popisano 236 priznatih jezika od čega 181 živi i 55 kojih više nitko ne govori. Broj domorodačkih jezika s oko 1.200 spao je na oko 180. Manje od četrdeset tisuća ljudi (oko 0,02% od ukupnog broja stanovnika) se služi izoliranim domorodačkim jezikom u Brazilu. 71 550 brazilskih državljana govori nekim od indijanskih jezika kao materinskim, a najrasprostranjeniji su nheengatu (19 000), kaingang (18 000) i terena (16 000).
Jezik je jedan od najsnažnijih elemenata brazilskog nacionalnog jedinstva. Jedini stanovnici koji se ne služe portugalskim su članovi plemena Američkih indijanaca, te male skupine useljenika koje su održale svoju naslijeđeni jezik. U Brazilu, nema većih dijalektalnih varijacija portugalskog jezika, već samo umjerenih regionalnih razlika u naglasku, vokabularu, i korištenju osoblnih imenice, zamjenica, i konjugacija glagola. Varijacije se smanjuju kao rezultat masovnih medija, posebno nacionalnih TV mreža koje gleda većina Brazilaca.
Pisani jezik, koji je jedinstven u Brazilu, slijedi nacionalne propise oko pravopisa i naglaska. Oni su mijenjani s vremena na vrijeme zbog pojednostavljenja. Njihovi propisu su malo drukčiji od onih u Portugalu. Pisani brazilski portugalski značajno se razlikuje od govornog jezika, i samo jedan obrazovani dio stanovništva uvažava propisane norme.
Mnogi stranci koji govore tečno portugalski imaju poteškoća pravilno ga pisati. Zbog veličine Brazila, samodostatnosti, i relativne izoliranosti, znanje stranih jezika nije rašireno. Engleski se često uči u školi,  te sve više na privatnim tečajevima. On je zamijenio francuski jezik kao drugi glavni jezik među obrazovanim ljudima. Budući da je španjolski sličan portugalskom, većina Brazilaca ga mogu razumjeti do određene razine, ali imaju poteškoća ga govoriti komunicira verbalno, dok govornici španjoslkog jezika imaju poteškoća uopće razumjeti govorni portugalski.
Godine 2002, brazilski znakovni jezik (Libras; Lingua Brasileira de Sinais) proglašen je službenim jezikom brazilske zajednice gluhih.